# Molophilus (Molophilus) celebesicus
Molophilus (Molophilus) celebesicus is een tweevleugelige uit de familie steltmuggen (Limoniidae). De soort komt voor in het Oriëntaals gebied.